# 哈辉
哈晖（1976年10月24日—），陕西汉中人，女歌手。

## 生平
2000年7月，哈晖在解放军艺术学院毕业，并且获得学士学位，2010年7月获中国音乐学院艺术硕士。哈辉喜好钻研中国古典音乐与中国古代艺术史，是中国国学推广大使、中华吟诵学会副理事长。

## 活动
2008年，参与2008年夏季奥林匹克运动会闭幕式，演唱了民曲《今夜月圆》包括（张也、汤灿、张燕、陈思思、雷佳、王丽达）。
2008年8月，在北京成立了“新雅乐府”。
2009年7月，全球发行首张新雅乐专辑《关雎》。
2010年5月，参加上海世博会主题歌曲演唱和节目录制。
2010年8月，在北京国子监孔庙博物馆的辟雍殿举办“哈晖·花间十六韵·新雅乐世界巡回演唱会”。

## 音樂專輯
- 《关雎》

## 奖项
2008年2月23日，荣获“2007中国十大创新英才”。
2008年7月12日，荣获中华慈善总会颁发的“国学形象大使”奖杯和证书，评为中国首位“国学形象大使”。